# Стикс
Вижте пояснителната страница за други значения на Стикс.
Стикс (на гръцки: Στύξ) в древногръцката митология е богиня, олицетворяваща една от петте реки (Лета, Ахерон, Кокит, Пирифлегетон и Стикс), които протичат през царството на Хадес, както и името на самата река.
Стикс живее при един от входовете на Подземното царство в много висока пещера с таван поддържан от сребърни колони. В митологията тя е враг на бог Кронос и приятелски настроена към Зевс и другите Олимпийци, на които помага да го отстранят и да се възцарят над света. С това вероятно се прави опит от съчинителите на съответните легенди да се обединят култовете на новите богове с тези на доолимпийските божества.

## Връзка с други древни божества
Стикс е представяна в легендите, като океанидата, дъщеря на Океан и на Тетия/Тетида (титани от първо поколение). Според други версии, тя е дъщеря на Никта и Ереб - божества на нощта и тъмата. Понякога е отъждествявана с други хтонични божества като Деметра-Ериния (Гневната Земя) или с Евменидите, пазителки на клетвата, а също така и с Никта, тъмнината на нощта.
От титана от второ поколение Палант/Палас, тя е майка на синовете Зелус и Кратос, както и на дъщерите Нике и Биа. Приписвано й е и раждането на Еос/Аврора (богинята на зората), въпреки че като нейни родители са посочвани по-често Хиперион и Тея - също титани, но от първото поколение. Съществува мит, според който Персефона е дъщеря на Зевс и Стикс (Аполодор - Библиотека I 3, 1), а не пак негова, но от Деметра.

## Подземната река
Стикс е реката на омразата, която разделя Земята (или по-скоро нейните повърхностни слоеве, свързани с живота на смъртните хора и повечето от боговете) от Подземното царство, наричано и Аид. Тя го обикаля 9 пъти. В титаномахията Стикс и децата й вземат страната на Олимпийските богове и за награда оттогава, когато дават клетва, боговете се вричат във водите й и тази клетва е нерушима.